# Danh sách máy bay Cessna
Bài chi tiết: Cessna

## Do Cessna sản xuất
Sau đây là danh sách các máy bay do hãng Cessna nghiên cứu chế tạo:
Cessna Comet
Dòng Cessna A:
- Cessna AC
- Cessna AF
- Cessna AS
- Cessna AW
- Cessna BW

Cessna CG-2 kiểu tàu lượn
Cessna CH-1
- Cessna CH-4 (Quân đội Mỹ định danh là YH-41)

Cessna CR-1
Cessna CR-2
Cessna CR-3
Cessna CW-6
Cessna C-34 (Quân đội Mỹ định danh là UC-77B)
Cessna C-37 (Quân đội Mỹ định danh là UC-77C)
Cessna C-38
Cessna C-39
Cessna C-145
Cessna C-165 (Quân đội Mỹ định danh là UC-94)
Cessna EC-1
Cessna EC-2
Cessna DC-6 (Quân đội Mỹ định danh là UC-77 và UC-77A)
Cessna NGP
Cessna AT-17 Bobcat (Quân đội Mỹ định danh là AT-8, AT-17, C-78 và JRC)
Cessna 140
Cessna 150 (Quân đội Mỹ định danh là T-51)
Cessna 152
Cessna 160
Cessna 162 Skycatcher
Cessna 165 Airmaster
Cessna 170
Cessna 172 Skyhawk (phiên bản cho Quân đội Mỹ là Cessna T-41 Mescalero)
Cessna 175 Skylark
Cessna 177 Cardinal
Cessna 180 Skywagon
Cessna 182 Skylane
Cessna 185 Skywagon (phiên bản cho Quân đội Mỹ là U-17)
Cessna 187
Cessna 188 AGwagon, AGpickup, AGtruck và AGhusky
Cessna 190
Cessna 195 (phiên bản cho Quân đội Mỹ là LC-126 và U-20)
Cessna 205 Super Skywagon
Cessna 206 Stationair và Super Skylane
Cessna 207 Skywagon và Stationair 7&8 (phiên bản cho Quân đội Mỹ là U-26)
Cessna 208 Caravan (phiên bản cho Quân đội Mỹ là C-16 và U-27)
Cessna 210 Centurion
Cessna P-260 (phiên bản cho Quân đội Mỹ là C-106 Loadmaster)
Cessna T-240
Cessna 303 Crusader
Cessna 305 Bird Dog (O-1, L-19 và OE-1)
Cessna 308
Cessna 310 (L-27 và U-3)
Cessna 318 (T-37 Tweet, A-37 và YT-48)
Cessna 320 Skyknight
Cessna 321 (O-1C và OE-2)
Cessna 325
Cessna 330
Cessna 335
Cessna 336 Skymaster
- Cessna 337 Skymaster (O-2 Skymaster)

Cessna 340
Cessna 350 trước đây là mẫu Columbia 350
Cessna 400 trước đây là mẫu Columbia 400
Cessna 401 Utiliner và Businessliner (6 chỗ ngồi)
Cessna 402 Utiliner và Businessliner (10 chỗ ngồi)
Cessna 404 Titan II (C-28)
Cessna 406 Caraval II
Cessna 411
Cessna 414 Chancellor
Cessna 421 Golden Eagle
Cessna 425 Conquest I
Cessna 441 Conquest II
Cessna 500 Citation I
- Cessna 501 Citation ISP

Cessna 510 Citation Mustang
Cessna 525 Citation Jet, CJ-1, CJ-1+
Cessna 526 Citation Jet (phiên bản huấn luyện cho quân đội)
Cessna 550 Citation II, Citation Bravo
Cessna 560 Citation V Citation Ultra, Citation Encore, Citation Encore+ (US military designation UC-35)
Cessna 560XL Excel, XLS, XLS+
Cessna 620
Cessna 650 Citation III, VI, VII
Cessna 680 Citation Sovereign
Cessna 680A Citation Latitude
Cessna 750 Citation X
Cessna 850 Citation Columbus
Cessna M2 Citation
Cessna 1014 XMC
Cessna 700 Citation Longitude (dự kiến ra mắt cuối năm 2017)
Cessna Citation Hemisphere (dự kiến ra mắt năm 2019)

## Hợp tác Reims-Cessna
Các mẫu máy bay sau được Reims và Cessna hợp tác sản xuất:
Reims-Cessna F-150
Reims-Cessna F-152
Reims-Cessna F-172
Reims-Cessna F-177
Reims-Cessna F-182
Reims-Cessna F-337
Reims-Cessna F-406